# Diga Diga Doo
Diga Diga Doo (auch Digga, Digga, Do) ist ein Popsong, den Jimmy McHugh (Musik) und Dorothy Fields (Text) verfassten und 1928 veröffentlichten. Die lebhafte Foxtrot-Nummer wurde seitdem zu einem viel gespielten Jazzstandard.

## Hintergrund

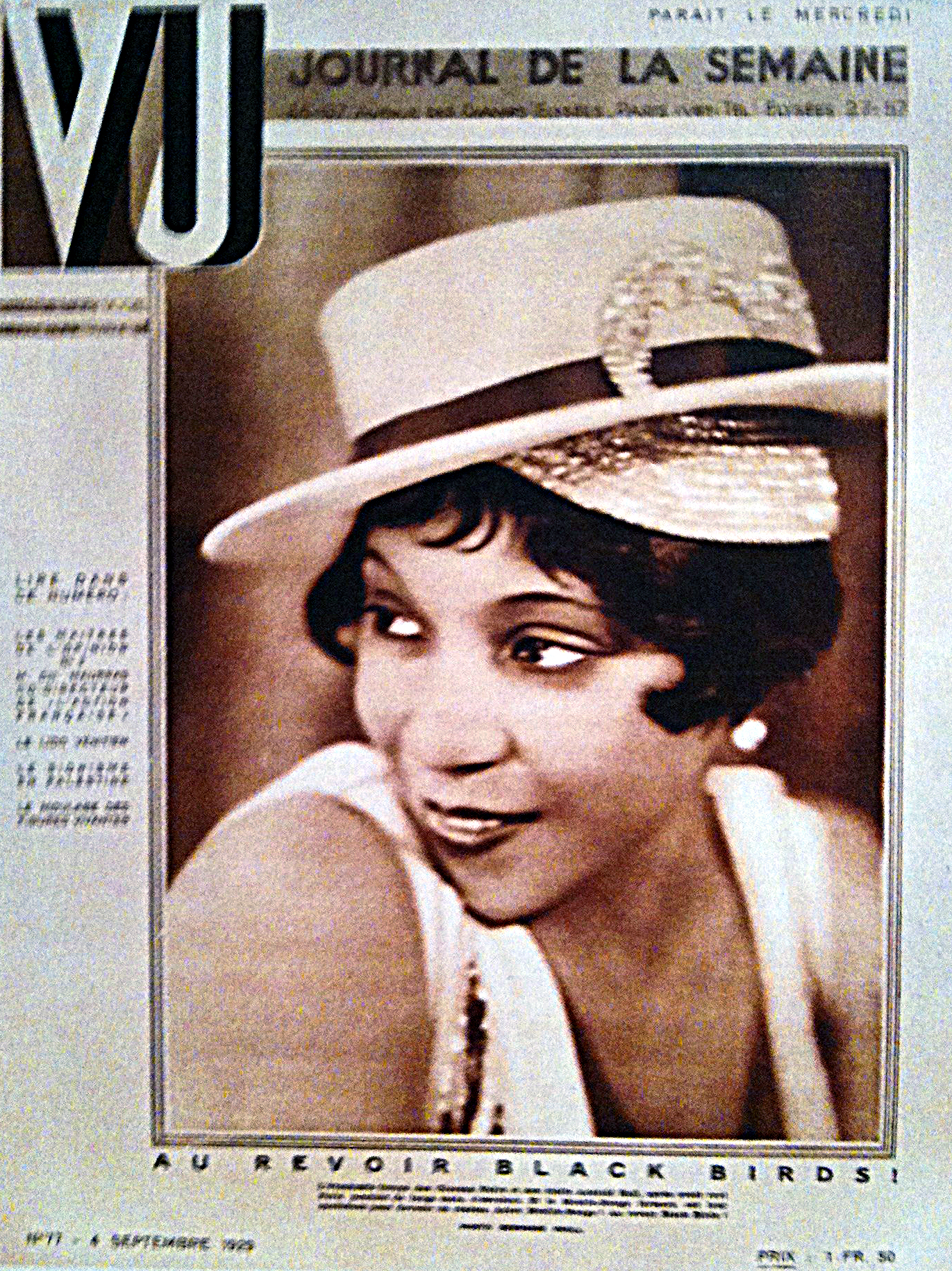
Adelaide Hall auf dem Cover der Vu (1929)

Die Songwriter Jimmy McHugh und Dorothy Fields hatten ihr Broadway-Debüt mit der von Lew Leslie produzierten Musikrevue Blackbirds of 1928, die neben ihrem großen Erfolg I Can’t Give You Anything but Love den Song Diga Diga Doo enthielt; er wurde von Adelaide Hall vorgestellt. Begleitet wurde die Sängerin von einer weiblichen Tanzgruppe in pseudoafrikanischen Kostümen mit roten Federn, was an die Tracht der afrikanischen Zulu-Volksgruppe erinnern sollte. Hall erinnerte sich später: "I hardly wore anything at all, just beads and feathers."
Der von McHugh/Fields intendierte „generalisierte Exotismus“ hatte jedoch keinen bestimmten Ort oder Zeit beabsichtigt; der „Zulumann“ lebt in „Samoa nahe dem Meer“. Typisch für die 20er-Jahre war die Titelphrase ein Euphemismus für Sex, wie dies auch der zeitgleiche Songtitel Makin’ Whoopee war.

## Erste Aufnahmen und spätere Coverversionen
Das Duke Ellington Orchestra (mit dem Sänger Irving Mills) war mit seiner Aufnahme des Songs vom 10. Juli 1928 (OKeh 8602) in den amerikanischen Charts erfolgreich (#17); zwei Wochen später nahm Irving Mills mit seiner Hotsy Totsy Gang (u. a. mit Leo McConville, Fud Livingston, Jack Pettis, Frank Signorelli, Eddie Lang, Stan King) den Song erneut auf, diesmal mit der Sängerin Elisabeth Welch (Brunswick 4014). Duke Ellington and His Cotton Club Orchestra spielten den Song am 15. November 1928 erneut ein (Victor 38008); Bandvokalisten waren bei dieser Aufnahme Irving Mills und Ozie Ware. Zu den weiteren Musikern, die den Song 1928/29 coverten, gehörten Irving Aaronson, in Berlin Efim Schachmeister, Teddy Kline und in Großbritannien Jack Hylton, The Rhythmic Eight (Zonophone 5383), der südafrikanische Pianist Harry Jacobson (Picadilly 343) und Philip Lewis mit seinem Orchester.
Der Diskograf Tom Lord listet im Bereich des Jazz insgesamt 208 (Stand 2016) Coverversionen, worunter die Versionen von Duke Ellington mit The Mills Brothers (1932), Benny Goodman (1935), Cootie Williams (1937), Henry Red Allen (1941, mit J. C. Higginbotham und Edmond Hall) und Boots Mussulli (1954) hervorzuheben sind. Diga Diga Doo fand auch Verwendung in dem Filmmusical Stormy Weather (1943, dt. Titel Der Tänzer auf den Stufen, Regie Andrew L. Stone), in dem der Song von Lena Horne interpretiert wurde.